# Grzegorz Gwiazdowski
Grzegorz Gwiazdowski (né le 3 novembre 1974 à Lubawa) est un cycliste polonais. Il a remporté en cinq saisons professionnelles, trois victoires dont une épreuve de la coupe du monde : le Championnat de Zurich qu'il gagne au terme d'une échappée en solitaire de près de 250 km. La suite de sa carrière est perturbée par des problèmes de genou liés à de nouvelles pédales qui le contraignent à arrêter sa carrière à l'âge de vingt-sept ans en 2001. Il est devenu depuis directeur d'une chaîne d'auto-école à Gdańsk. Sa sœur Dania a participé aux Jeux olympiques et à la coupe du monde en ski de fond.

## Palmarès

### Palmarès amateur
- 1996
  - 3e du Bałtyk-Karkonosze Tour
- 1997
  - Paris-Laon
  - Grand Prix Cristal Energie
  - Grand Prix de Blangy-sur-Bresle
  - 2e de l'Étape du Tour
  - 3e du Critérium de Terrebourg
  - 3e du Grand Prix de Beauchamps
  - 3e de Paris-Épernay
  - 3e de Paris-Lisieux
  - 3e de Paris-Connerré

### Palmarès professionnel
- 1998
  - 4ea étape du Tour de l'Ain
  - 2e du championnat de Pologne sur route
  - 3e du Circuit franco-belge
- 1999
  - Championnat de Zurich
  - Classement final du Tour de l'Ain
  - 2e du Tour du Limousin

## Résultats sur les grands tours

### Tour de France
1 participation
- 2000 : 106e

### Tour d'Italie
1 participation
- 2000 : 58e

### Tour d'Espagne
2 participations
- 1998 : abandon (11e étape)
- 1999 : abandon (10e étape)